# Гара Алтин
Футбольний клуб «Гара Алтин» або просто «Гара Алтин» (туркм. «Gara Altyn» futbol kluby) — туркменський професіональний футбольний клуб із міста Балканабат.

## Попередні назви
- 19??: «Гара Алтин» (Небіт-Даг)
- 1999: «Гара Алтин» (Балканабат)

## Історія
Футбольний клуб «Гара Алтин» було засновано в 2008 році в місті Балканабат, хоча раніше в чемпіонаті Туркменістану виступала команда Гара Алтин Небіт-Даг. В 1993 році клуб посів передостаннє 9-те місце в Першій лізі Чемпіонату Туркменістану. В перекладі з туркменської мови назва клубу означає «Чорне золото». У 1999 році у зв'язку зі зміною міста дислокації клубу, клуб змінив назву на «Гара Алтин» (Балканабат).
У 2008 році ФК «Гара Алтин» вийшов до Вищої ліги Туркменістану з другого місця, оскільки переможець Першої ліги клуб «Мелік» (Ашгабат) відмовився від підвищення у класі. У дебютному сезоні 2008 року клуб посів 9-те місце, але, в зв'язку зі скороченням з наступного сезону кількості команд-учасниць у Вищій лізі, команда вилетіла до Першої ліги. У 2011 клуб повернувся до Вищої ліги і перед початком чемпіонату змінив свою назву на честь назви західній частини Туркменістану, однак у другому турі Чемпіонату Туркменістану з футболу 2011 року, клуб, який зіграв в першому турі під назвою «Балкан», знову почав виступати, як і раніше, під назвою «Гара Алтин». Оскільки з наступного сезону в лізі мало залишитися 9 клубів, то команда знову повернулася до Першої ліги.

## Досягнення
- Чемпіонат Туркменістану
  - 9-те місце (2) — 2008, 2011

- Перша ліга чемпіонату Туркменістану з футболу
  -  Чемпіон (1): 2010
  -  Срібний призер (1): 2007

- Кубок Туркменістану
  - 1/8 фіналу (1) — 2008

## Відомі гравці
- Гочгули Гочгулиєв
- Бма Мередов

## Відомі тренери
…
- 2011—2012:  Аманмурад Мередов

…